# جيروم ريتشاردسون
جيروم ريتشاردسون (بالإنجليزية: Jerome Richardson)‏ هو عازف ساكسفون وملحن أمريكي، ولد في 25 ديسمبر 1920 في أوكلاند في الولايات المتحدة، وتوفي في 23 يونيو 2000 في إنغلوود في الولايات المتحدة.

## وصلات خارجية
- جيروم ريتشاردسون على موقع IMDb (الإنجليزية)
- جيروم ريتشاردسون على موقع ميوزك برينز (الإنجليزية)
- جيروم ريتشاردسون على موقع أول ميوزيك (الإنجليزية)
- جيروم ريتشاردسون على موقع ديسكوغز (الإنجليزية)
- جيروم ريتشاردسون على موقع قاعدة بيانات الفيلم (الإنجليزية)